# بالتی
بالتی (به رومانیایی و روسی: Бельцы) سومین شهر بزرگ مولداوی است. این شهر به لحاظ اقتصادی و صنعتی مهم‌ترین شهر مولداوی پس از کیشیناو به شمار می‌رود. بالتی در مولداوی به پایتخت شمال مشهور است، زیرا این شهر مرکز اصلی صنعت، فرهنگ و حمل‌و‌نقل شمال مولداوی محسوب می‌شود. این شهر در کرانه رود رائوت واقع شده است و ۱۲۷ کیلومتر با کیشیناو، پایتخت مولداوی فاصله دارد.
بالتی پس از کیشینف و تیراسپول، سومین شهر بزرگ کشور است.